# Star Trek: Jurnalul 1
Star Trek (1974) (titlu original Star Trek Log One) este o carte science fiction scrisă de Alan Dean Foster. Ea reprezintă prima novelizare a unor episoade din Star Trek: Seria animată și a fost publicată inițial de Ballantine Books.

## Conținut
- Dincolo de cea mai îndepărtată stea (Beyond the Farthest Star)
- Anul de ieri (Yesteryear)
- Una din planetele noastre nu mai există (One of Our Planets Is Missing)

## Intriga

### Dincolo de cea mai îndepărtată stea
Partea întâi a cărții reprezintă novelizarea episodului pilot al seriei animate, al cărui scenariu a fost scris de Samuel A. Peeples. Titlu episodului a fost inspirat de cartea cu același nume al lui Edgar Rice Burroughs.
În timpul explorărilor sale, nava Enterprise experimentează efectele grave ale hipergravitației unei stele cu masă negativă. În apropierea acestei stele se află și o navă extraterestră de origine necunoscută, care emite un semnal radio. Ajunși la bordul navei, Kirk și Spock nu găsesc nicio urmă a fostului echipaj, ci doar un fragment al jurnalului de bord în care echipajul sugera prăbușirea navei în stea pentru a scăpa de o entitate răuvoitoare.
Odată cu revenirea la bordul navei Enterprise, entitatea se teleportează și ea și, încetul cu încetul, pune stăpânire pe toate sistemele energetice ale navei. Se dovedește că ea vrea să se îndepărteze de steaua moartă folosind nava, cu prețul vieții echipajului aflat la bord. Kirk pune la cale un truc și îndreaptă nava spre stea. Crezând că oamenii vor să se autodistrugă, entitatea părăsește Enterprise și revine la bordul celeilalte nave, dar, în ultima clipă, Enterprise intră în hiperspațiu.

### Anul de ieri
A doua parte reprezintă adaptarea unui episod al cărui scenariu a fost scris de Dorothy Fontana, consultant și scenarist al seriei originale. Ea este o continuare a episodului "The City on the Edge of Forever" din seria originală.
Nava Enterprise călătorește spre Planeta Timpului, ducând cu ea trei istorici care vor să studieze anumite perioade din trecut. Kirk și Spock fac și ei o călătorie în timp și, la întoarcere, descoperă că linia temporală a lui Spock a fost alterată. El a murit în timpul unei încercări din copilărie, iar locul său pe navă a fost luat de andorianul Thelin. Spock își amintește că, în istoria pe care o știe el, un văr îndepărtat pe care nu l-a mai văzut ulterior i-a salvat viața în ziua care, în acest curs temporal, reprezintă momentul morții sale.
Vulcanianul își dă seama că acel văr necunoscut este chiar el, venit prin timp pentru a salva de la moarte versiunea sa mai tânără și că, dacă vrea să readucă timpul în matca lui, trebuie să facă acea călătorie în trecut, având grijă să nu altereze în alt mod linia timpului. Călătoria este încununată cu succes și Spock reușește să salveze de la moarte versiunea sa mai tânără, iar la întoarcere constată că linia temporală s-a reparat și el face din nou parte din ea.

### Una din planetele noastre nu mai există
Ultima parte este o adaptare după scenariul scris de Marc Daniels, cel care a regizat multe episoade ale seriei originale.
Nava Enterprise este trimisă să verifice un nor cosmic ciudat care a intrat într-un sistem stelar în care se află planeta locuită Mantilles. Norul se dovedește a fi o entitate vie, care se hrănește cu materie, pe care o convertește în energie. Prima planetă care îi iese în cale, Alondra, este absorbită și dezintegrată și următoarea pe listă pare a fi Mantilles. În timp ce autoritățile de pe planeta locuită încearcă să evacueze cât mai multe persoane posibil, Enterprise intră în "corpul" entității, explorând modul ei de funcționare.
În cele din urmă, Spock reușește să ia legătura mental cu entitatea, arătându-i că este pe cale să distrugă alte forme de viață inteligente. Înțelegând că modul ei de hrănire afectează viața altor ființe inteligente, entitatea decide să părăsească Calea Lactee și să revină în galaxia din care plecase.

## Vezi și
- 1974 în științifico-fantastic
- Lista volumelor publicate în Colecția Sci-Fi (Editura Teora)